# Carrière de Maffle
La carrière de Maffle est un site de grand intérêt biologique de Wallonie, situé à Maffle.

## Historique
Si des textes d'archives mentionnent l'extraction de la pierre bleue dès le XIVe siècle, c'est à partir du XVIIe siècle que les carrières de Maffle existent. À partir du XIXe siècle, elles sont progressivement abandonnées, certaines étant envahies par l'eau ou recouvertes par une végétation forestière,.
Certains fours à chaux sont classés monument historique
Les lacs qui se sont créés sur le site des carrières constituent un site de grand intérêt biologique.

## Faune
- Brochet
- Carpe
- Gardon
- Perche
- Anguille
- Sandre
- Silure
- Ecrevisse
- Moules ( Dreissena, Anodontes )
- Craspedacusta sowerbyi (méduse d eau douce)
- Hemimysis anomala (crevettes eau douce)
- Spongilla lacustris (éponge eau douce)
- Cristatelle mucedo
- Tortues de Floride

## Flore
- Ceratophyllom
- Elodea canadensis